# 亚述
亞述（楔形文字：𒆳𒀭𒊹）是興起於美索不達米亞（即兩河流域，今伊拉克境內幼發拉底河和底格里斯河一帶）的國家，使用的語言有阿拉米語、阿卡德語等。公元前8世紀末，亞述逐步強大，先後征服了小亞細亞東部、敘利亞、腓尼基、巴勒斯坦、巴比倫尼亞和埃及等地。國都定於尼尼微（今伊拉克摩蘇爾附近）。 亞述人在兩河流域古代歷史上頻繁活動時間前後約有二千年。後來亞述人失去了霸主地位，不再有獨立的國家了。
在兩河文明的幾千年歷史上，亞述可以說是歷史延續最完整的國家，歷史學家掌握有從大約公元前2000年開始到前605年連續的亞述國王名單。
虽然二千多年之间，亚述征戰四方，有时强大，有时則沦为他国的属地，但作为独立的国家和相对独立地区的亚述，是一直存在的。直到公元前900年前后，亚述国家突然空前强大，成为不可一世的亚述帝国，他們同時也重視文化，並建立了圖書館等等，然而最終因窮兵黷武，于公元前605年灭亡，国家随之消失。但亚述民族文化仍然顽强地在其祖居地生活至今，当今的亚述人是信奉各东方礼教会的基督徒，語言為现代阿拉米语。

## 历史
- 早亚述时期
- 中亞述時期
提格拉特帕拉沙尔一世时期
（前1115－前1077）
- 新亞述帝國
亞述巴尼拔時期
（前668－前626）

### 興起
亞述最早的居民是胡里人，後來閃米特人遷徙而至；兩個民族逐漸融合，成為亞述人。古亞述指底格里斯河和幼發拉底河流域的北部地區，東北靠札格羅斯山脈，東南以小扎布河為界，西臨敘利亞草原。全亞述是以亞述城為中心。

### 早亚述时期
大約在公元前2025年，烏爾第三王朝進入晚期，政權瀕臨崩潰，在普祖爾亞述一世的帶領下，亞述成爲獨立城邦，開始了早亞述時期。
早亞述時期時，土地歸公社所有，不過關於公社的實際情況則並不清楚。另外，早期亞述有貴族會議，名年官稱為「里模」，國王稱為「伊沙庫」，權力卻不大。早期亞述雖有一些王家銘文留下，但所載王表並不可靠，因而還未能列出一個完整的王表。
早亞述時期的商業貿易已相當發達，國王沙姆希·阿达德一世的一個銘文中，提及當時亞述城的市場及一些商品的比價，而商貿對手則包括小亞細亞、敘利亞、美索不達米亞南部、扎格羅斯山區及亞美尼亞等地區。亞述又建立很多商業殖民地；據卡帕多細亞泥版文書所載，有一個商業殖民地叫卡尼什，政治上不屬亞述，居民卻是亞述人及公社成員，而且享有自治權。在埃卜拉出土的文件，記載了亞述的統治者曾同埃卜拉統治者簽定有卡尼什的《卡努姆條約》。透過商業活動，亞述的一些城市如尼尼微、亞述城、阿爾貝拉都因此富裕起來，而且更重要的是把楔形文字帶到了小亞細亞。
亞述於沙姆希·阿达德一世在位時最強大，在馬里發掘的文書中，記載其曾攻佔馬里，其子也擔任了該城的統治者，小亞細亞東部也曾被亞述征服；沙姆希·阿达德一世袭用阿卡德国王的称号，自称「天下之王」，然沙姆希·阿达德一世死後，亞述衰落，公元前16-15世紀，亞述分別隸屬於當時西亞的強國米坦尼及統治兩河流域南部的加喜特人，直至公元前15世紀末葉，才又強大起來，進入中亞述時期。

### 中亚述时期
公元前15世紀末葉以後，亞述又開始強大起來，進入中亞述時期，但當時的形勢對亞述來說十分不利：小亞细亞的赫梯王國和新王國時期的埃及都在敘利亞擴張自己的勢力，從而阻斷了亞述向西的擴張。然而亞述仍不斷尋找擴張機會，先是打敗了兩河流域南部的加喜特人，將亞述的邊界向南推進，又兩度同米坦尼作戰，迫使米坦尼與自己的競爭對手埃及結盟，然而最後米坦尼被赫梯殲滅，亞述趁機佔據米坦尼所有國土。公元前13世紀初，亞述甚至威脅到赫梯的安全，使赫梯也同樣向自己的競爭對手埃及結盟。亞述也曾西征腓尼基，自赫梯灭亡後，中亚述王国曾一度统一两河流域。但其後受到阿拉米人入侵，令亞述國力受挫。
商業方面，由於赫梯強大，亞述已不能再在小亞細亞建立新的商業殖民地，亞述商人不得不將資本轉入國內。然而，亞述本身生產力不是非常發達，回流商業資本無法轉入生產過程，於是轉成了高利貸資本，侵入農村，導致貧富懸殊日益嚴重，小生產者喪失土地，甚至遭到債務奴役。在「中期亞述法典」中有反映了這種情況，此法典現存九表，僅三表保存較完整，第一表是有關財產關係的，其中涉及土地轉讓的條款甚多；第二表則與債務及債務奴役有關，當中記載債務奴役沒有年限。在這時留下的私法文書中，也有不少關於土地買賣的契約，反映了商品貨幣關係深入農村的情況。
政治方面，中亞述時期階級矛盾尖銳，亞述的王權相對加強，並採用了君主專制的統治方式。在亞述烏里巴特一世統治時期（公元前1365－1330年），第一次在官方名表和印章上自稱為「亞述國之王」，並與埃及法老稱為兄弟。在阿達德·尼拉里一世時，國王更身兼名年官一職，徹底成為專制君主。在前1300年左右，人口达到100万；在前1220年左右，人口达到220万人。

### 新亚述时期

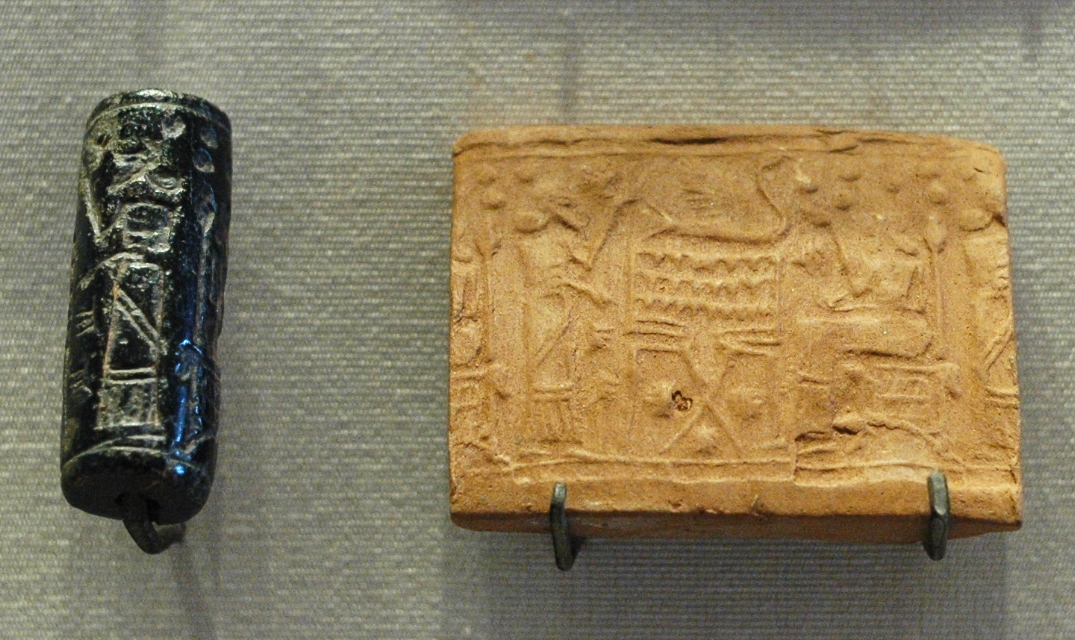
亚述出土的泥板和印章

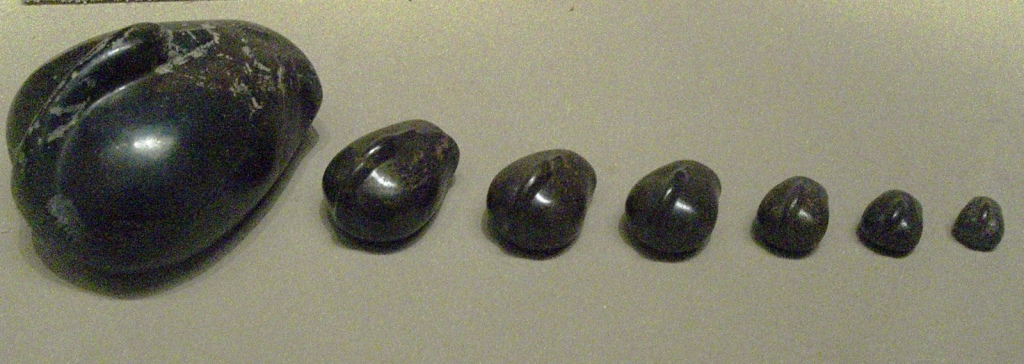
赤鐵礦法碼

公元前1000年代前期，對亞述來說是一個發展的好時期，在國際上，它四周無強敵，埃及正值後王朝時代，無力擴張亦常受到外族入侵，小亞細亞的赫梯帝国被自前12世纪末期，来自于巴尔干半岛的弗里吉亚人蹂躏和肢解，南方的巴比倫亦國勢益弱，東方扎格罗斯山脉的伊朗高原的米底及波斯尚未興起，只有北部的烏拉爾圖成為亞述唯一強敵。從公元前10世紀末葉起，亞述經過兩個多世紀連續不斷的征戰，最终建立起一個橫跨西亞北非的帝國，將兩河流域南部及埃及兩大文明均置於統治之下。
將亞述帝國從近200年的衰退，帶入再次復興的新亞述時期的人是阿達德尼拉里二世（統治時期為公元前911-891年）。他征服了長年在北部地區侵擾的阿拉米部落，將這一個之前僅在名義上屬於亞述附屬國的地區納入版圖，并將阿拉米部落驅逐出北部邊境。在征服了新赫梯人和胡利安人之後，他又兩次戰勝巴比倫尼亞的沙馬什·姆達米克，吞并了美索不達米亞中部的大片土地，為之後征服巴比倫奠定了基礎。此後他向西征戰，征服了阿拉米人的兩座城市，不但掠奪到大量財寶，還確保了哈布爾河地帶的安全與穩定。這使得在他的統治期間，腓尼基與阿拉米的貿易路綫不斷擴張，連接了小亞細亞、利比亞第22王朝統治下的埃及、美索不達米亞、和地中海地區，為中東恢復了繁榮。
在那西爾帕二世統治的時期（公元前883－859年），亞述帝國繼續對外的征服，他征服了北部敘利亞，其後的沙爾馬納塞三世（公元前839－824年），與南敘利亞開戰，並取得了最終的勝利，又獲得了巴比倫尼亞地區的宗主權，但是長期的戰爭令國內人民負擔加劇，激起不滿，據「里模表」所載，公元前8世紀時就發生過多次人民起義，而且往往發生在京畿，因此在提格拉特帕拉沙爾三世（公元前745－727年）上台之前的幾十年裡，亞述停止了對外的擴張，直到前745年，提格拉特帕拉沙爾三世執政並進行了軍事改革，把軍隊分成若干兵種，如戰車兵、騎兵、重裝步兵、輕裝步兵、攻城兵、輜重兵及工兵等，大大加強亞述的軍事力量，其後他恢復對外的戰爭，打敗了烏拉爾圖，征服了整個敘利亞地區，並插手巴比倫的王位繼承，進而使巴比倫與亞述合併，自己成了巴比倫之王。
在薩爾貢二世統治時期（公元前722－705年），亞述又打敗了以色列，鎮壓了得到埃及支持的敘利亞、腓尼基等地的起義，他又再次打敗烏拉爾圖，並攻擊米底。薩爾貢二世原為下級軍官，後因戰功纍纍得到提升，雖然他是一個不折不扣的「篡位者」，但他却忠實地繼承了自提格拉特帕拉沙爾三世以來的統治風格。繼後的是薩爾貢二世的長子辛那赫里布（公元前704－681年），他鎮壓了由埃及鼓動的猶太人及腓尼基人的起義，以及由埃蘭支持的巴比倫尼亞起義，為此他焚烧了古都巴比倫。另外他在位期間，興建了著名的「蓋世無雙皇宮」，其邊長近200米，包括兩座大殿、一幢橢圓形建築物以及一個植物園和一座涼亭，王宮內的浮雕長達3000米，現藏於大英博物館。其统治时期，亚述帝国人口达到390万人。在阿薩爾哈東統治時期（公元前681年－668年），亞述輕易奪取了埃及的孟菲斯（前671年），接受了埃及之王及埃塞俄比亞之王的稱號，不過亞述滿足於讓埃及人每年進貢180公斤黃金和9噸白銀而已，於是不久後埃及又重新獨立。伊薩爾哈東之後的是亞述巴尼拔（公元前668－627年）。他興建了巨大豪華的亞述巴尼拔王宮，在宮中設置泥版圖書館，該圖書館收集了當時亞述人所知的全世界各地的書籍，藏有無數楔形文字的泥版，內容包括語言、歷史、文學、宗教、醫學及天文等各方面的知識，是研究當時歷史寶貴的資料。其统治时期亚述帝国人口达到690万。
亞述帝國的征服戰爭以殘暴聞名，军队所到之處城鎮都被焚烧破坏，財物被掠奪，居民被屠杀或被擄走，人口銳減的大灾难。由於亞述人在戰爭中的行為異常殘暴，猶太人將亞述首都尼尼微稱為「血腥的獅穴」。在辛那赫里布的年代，他佔領並焚烧了75座城市，人和財物都被擄走。薩爾貢二世在位第一年遠征巴勒斯坦的撒馬利亞時，就俘虜了27,290人，及後他初次出征鎮壓兩河流域南部的一次起義時，把200,800人及大批財富奪回亞述，在鎮壓巴勒斯坦地區的起義時，又把200,150人及大批掠夺来的財富帶回了亞述。
這種殘暴的政策導致到處都出現反抗，亞述很多次的出征其實都是鎮壓起義，而戰勝後卻又往往進行更殘酷的壓迫，這種政策嚴重导致亞述帝國境内的经济衰落，由於被征服地區無法進行再剝削，引起神廟祭司奴隸主及工商業奴隸主的不滿，導致在公元前8世紀後期，發生了提格拉特帕拉沙爾三世的改革。提格拉特帕拉沙爾三世主要改變被征服地區的政策，他不再对被征服的地區实施大屠杀，而是將居民遷到另一個地方去，盡量使不同地區不同語言的居民混合起來居住，使其不便交往，但准許他們攜妻帶子及帶上部份財產。他們被封給土地，讓他們獨立經營，但無人身自由，分屬於各奴隸主，生產成果要交給奴隸主。這在一定程度上緩和了統治階級不同集團之間的矛盾，內部的安寧也加強了亞述的軍事力量。因此從他開始，亞述又開始了更多的征服。
由於戰爭帶來大量戰俘，除部份戰俘選去加入亞述軍隊外，更大的部份成為了奴隸。奴隸主包括皇室家族、軍隊、行政官及祭司等。他們從亞述獲得了大量土地，財富和奴隸。另外還有一批工商業奴隸主，特別是在巴比倫尼亞，由於經濟和政治實力增強，故能從長期鬥爭中從亞述帝國取得了自治權。奴隸主的土地往往不是集中一處，而是分散許多地方，所以他們又會另外聘請管理人去管理奴隸。
亞述帝國時期由於鐵器的使用，有利於改進耕作工具，提高了效率，經濟也得到發展。亞述是一個多山地區，鐵器使用令開墾荒地的能力提高。長期的戰爭某程度上也加速了亞述的經濟發展，勝利帶來了大批战利品，也帶來了大批戰俘，從而大規模增加生產力。佔領的地區同時成為亞述巨大的市場及貿易通道，其中兩河流域、腓尼基等地原本已拥有非常發達的农业和商業，這一切都為亞述帝國創造了有利的經濟發展條件。不過亞述對征服地區只管掠奪卻欠缺建設，被征服的人民除了向亞述人交納貢獻以外，還要負擔勞役，因此客觀經濟發展條件未被充分利用。

### 帝国衰亡

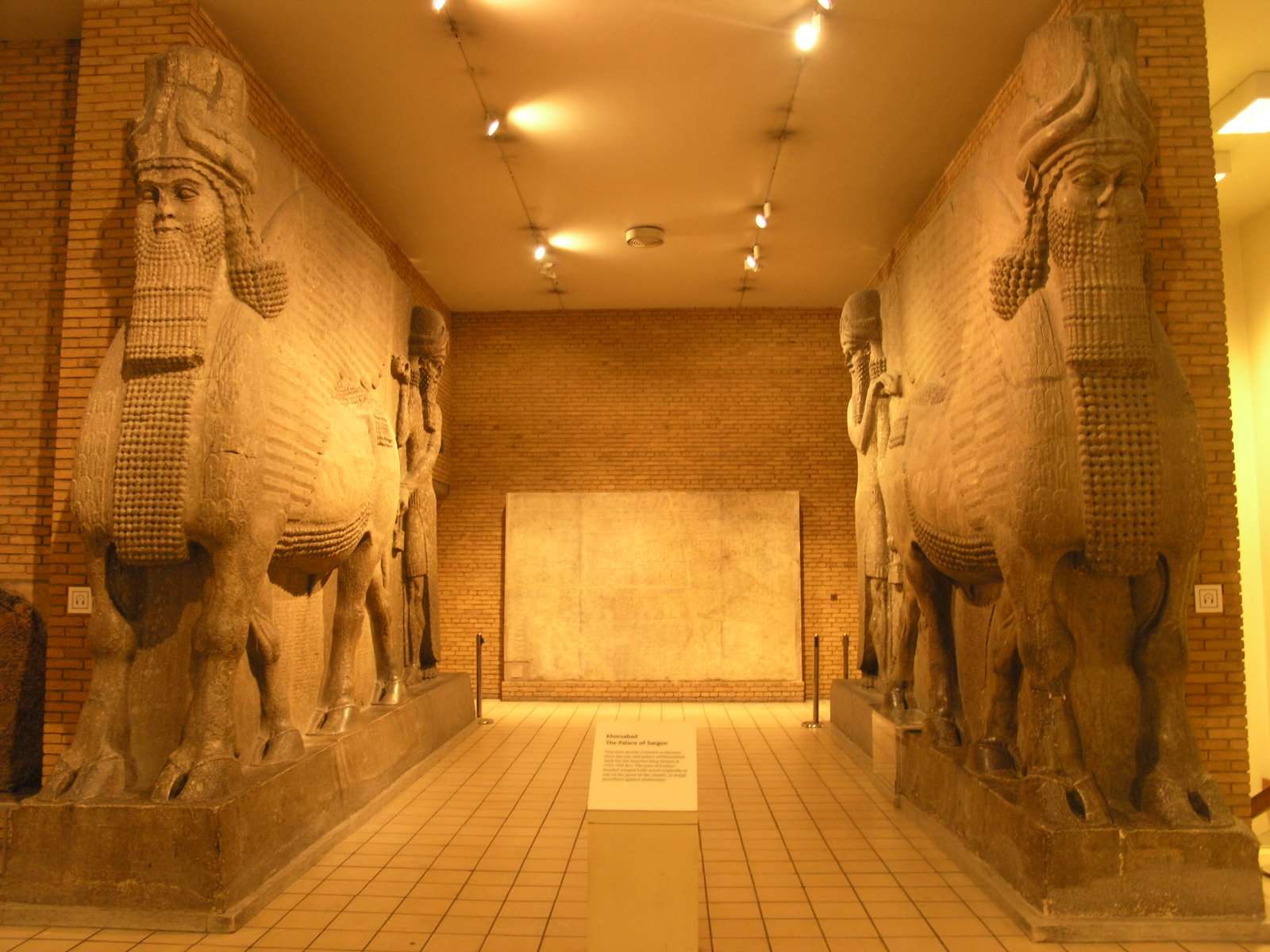
亞述人相信入口兩邊的捨杜和拉瑪蘇，會守護寺廟和宮殿。

公元前626年，巴比倫尼亞宣告獨立，由亞述派去駐守該地的迦勒底貴族那波帕拉沙爾自立為王，建立新巴比倫王國，並與伊朗高原西北、同受亞述統治的米底人結成同盟，於公元前612年攻陷亞述首都尼尼微，亞述帝國覆亡，遺產被新巴比倫王國及米底瓜分。
分析亞述帝國的覆亡原因，其一，從根本上，亞述帝國是靠軍事征服建立起來的帝國，帝國不但未能滿足對社會經濟的發展，反而作出破壞。其二，國內人民的不斷起義削弱了亞述的國力，即使情況比較好的巴比倫尼亞也是起義不斷。公元前721年，亞述帝國出現宮廷政變，政局混亂，馬爾都克·阿帕爾·伊丁二世依靠迦勒底人的力量，佔領巴比倫，自封為王，並與埃蘭結成同盟對抗亞述。與此同時，敘利亞和腓尼基的居民也作出起義，並得到埃及的支持。公元前702年，馬爾都克·阿帕爾·伊丁二世再次起義，準備與埃蘭、阿拉伯、亚拉姆人、猶太、埃及結盟，起義失敗後，又組織猶太人起義，這次得到貝督因及埃及的支持。公元前691年，巴比倫再次與埃蘭人、阿拉米亚人、米底人及波斯人建立反亞述聯盟，雙方會戰於狄亞爾河邊的哈努列，起義堅持了三年至公元前689年，才被亞述國王辛那赫里布成功鎮壓。
亞述帝國另一個滅亡的原因是王室內部矛盾日益激化，特別是在帝國晚期，例如當辛那赫里布立其敘利亞藉妻子所出之阿薩爾哈東為繼承人時，他的另外兩個兒子殺死了辛那赫里布，阿薩爾哈東當上國王後，策密者逃至亞美尼亞，參與的人一律被處死。又例如公元前653年，巴比倫再度起義時，起義的領導人竟是亞述國王亞述巴尼拔的兄弟沙馬舒姆。亞述帝國的覆亡原因可總結為經濟發展不善、國內起義不斷及王室內部鬥爭三個原因。

## 相關記載爭議

### 對尼尼微城的爭議
19世紀中葉出版的一本百科全書指出：“在过去，亚述帝国的历史可说是世界史上最模糊的时期之一。”、“我们对古尼尼微所知的一切，若非来自圣经的零星间接论述和预言，便是来自狄奥多罗斯⋯⋯和其他学者随笔写下的亚述历史的残存片断。”
狄奥多罗斯是一位前1世紀古希臘歷史學家。他声称尼尼微是个四角形的城市，四边共长480斯达地，周长相等于96公里！在《圣经》中也有类似的论述，指出尼尼微是个极大的城，“要走三天、才走得完。”
19世纪的圣经批评家拒绝相信，古代世界一个未被发现的城市会有这么庞大。他们声称，尼尼微若确曾存在过，也必然是巴比伦之前的一个文明古国。
这项见解与圣经创世记第10章的记载背道而驰。圣经在这里记述挪亚的曾孙宁录在巴别（即巴比伦）附近建立了第一个政府，说：“他从那地出来往亚述去，建造尼尼微、利河伯（Rehoboth）、迦拉，和尼尼微、迦拉中间的利鲜，这就是那大城。”圣经将这四个新建成的亚述城市描述为一个“大城”。
英國考古学家奥斯汀·亨利·莱亚德在科萨巴西南约42公里，一处称为尼姆鲁德的地方着手发掘废墟。这个废墟后来证实是迦拉，即创世记10:11论及的四个亚述城市中的一个。其后，莱亚德于1849年在迦拉与科萨巴之间，一处名叫库扬积的地方掘出一座宏伟宫殿的遗迹。这座宫殿证实是尼尼微城的一部分。此外，在迦拉和科萨巴之间还有其他建筑物的残迹，这包括卡兰里斯土丘。莱亚德评论说：“若将尼姆鲁德（迦拉）、库扬积（尼尼微）、科萨巴和卡兰里斯四大土丘视作一个正方形的四角，我们会发现四边的长度恰巧相等于地理学家所说的480斯达地或96公里，这就是先知（约拿）说要走三天才走得完的路程。”
在约拿看来，将这几处地方视为一个“大城”，并以创世记10:11最先提及的城市称呼它，即尼尼微。今日也有类似的说法，例如所谓的“大伦敦”把原本的伦敦市及伦敦市郊都包括在内，但市区和市郊却彼此有别。

### 亞述王薩爾貢
1843年，法国考古学家保罗-埃米尔·博塔发现了一座皇宫的遗迹，后来证实是亚述城市的一部分。民间听到这项发现后大为雀跃。艾伦·米勒德在他所著的《圣经时代的珍宝》一书中解释说：“这座皇宫证实属于亚述王撒珥根所有之后，大众对这件事兴趣大增。除了以赛亚书20:1提过这个国王的名字之外，我们对他便一无所知，故此他的存在一度是个疑问。”

### 與以色列有關的銘刻
尼尼微皇宫有70多个房间，外墙几有三公里长。墙上遗留着烧焦了的雕刻，上面记着各场胜仗及其他功绩。但它们大多已损毁不堪。莱亚德快要离去时发现了一个保存得很好的房间，墙上展示的浮雕描述一个坚固城遭敌军攻陷，御驾亲征的国王坐在城外一个宝座上，俘虏在他面前列队走过。国王的上头刻了一些以亚述文写成的字，专家们将这句话译作如下：“世界的王亚述国王西拿基立（辛那赫里布）坐在尼米杜宝座上，检阅从拉吉（夺得）的战利品。”
今日可以在大英博物馆看到这个展品和铭刻。铭刻与圣经列王纪下18:13，14所记载的历史事件十分吻合：“希西家王十四年，亚述王西拿基立上来攻击犹大的一切坚固城，将城攻取。犹大王國國王希西家差人往拉吉去见亚述王，说：‘我有罪了，求你离开我；凡你罚我的，我必承当。’于是亚述王罚犹大王希西家银子三百他连得，金子三十他连得。”
考古学家也在尼尼微的废墟发掘到其他铭刻。关于西拿基立王进攻犹大，以及希西家进贡一事，这些铭刻提供进一步的细节。莱亚德写道：“在历史证据方面，最一致的记录之一也许是希西家要付出的黄金数量，三十他连得。在两项完全独立的记载中，这个金额不谋而合。”协助解释亚述文字的亨利·罗林森博士宣告，这些铭刻表明“（西拿基立）在历史上的地位是无可置疑的”。此外，莱亚德在他所著的《尼尼微与巴比伦》一书中问道：“在一堆焦土和垃圾底下竟是尼尼微的所在地，在这里不但找到希西家和西拿基立交战的历史记载，而且记录是写于事件发生的时候，执笔者更是西拿基立本人。这项记录证实圣经甚至在细节上也准确无误。在发掘到这些铭刻之前，有谁会相信这件事呢？”

#### 不一致之處
西拿基立所载的某些细节与圣经的记录并不一致。例如，考古学家艾伦·米勒德评论说：「最显著的事实载于『西拿基立记录』的最后部分。希西家『随后』差遣使者『到尼尼微去』，将所有贡物送给西拿基立。亚述大军没有按照惯例在战胜后将贡物带回尼尼微去。」但是圣经則表明：亚述王回到尼尼微之前，希西家已献上了贡物。（列王纪下18:15-17）为什么有这样的差异？为什么西拿基立没有夸耀自己攻陷犹大国首都耶路撒冷的战绩，好像他在攻陷犹大的堡垒拉吉后所行的一样？三位圣经执笔者向我们提供答案。其中一位以目击证人的口吻写道：“耶和华的使者出去，在亚述营中杀了十八万五千人。清早有人起来一看，都是死尸了。亚述王西拿基立就拔营回去，住在尼尼微。有一天，他在他的神尼斯洛的殿里跪拜，他的儿子亚得米勒和沙利薛用剑把他杀了，二人逃到亚拉腊地去。他的儿子以撒哈顿接替他作王。”但這個猶大國單方的說辭，也引起學者不少質疑：畢竟如果真是猶大國獲得如此輝煌的勝利，希西家大可趁勝追擊，甚至反過來驅逐亞述，根本再無後來長期卑屈納貢稱臣的義務（聖經後續有提及事後希西家繼位者瑪拿希被擄到亞述，當時有可能猶大國已經淪為附庸），儘管這場大勝的權威性證據大有人在，如希羅多德的著作（他認為是鼠疫重創亞述軍隊）。
最接近的真相可能是類似埃及與西台的卡迭石戰役或隋煬帝征高句麗那樣，亦即西拿基立的部隊遭遇猶太人相當強烈之抵抗而損失慘重；而猶大國雖然重創亞述攻勢，但畢竟總國力不如對方而無法承擔長期戰爭消耗，基於長遠考慮，最後亞述軍遂與猶大國私下達成協議，由猶大國稱臣納貢收場。然後雙方都在自己的歷史與宗教文獻上大肆吹噓，將之美化為己方獲得了大勝。
因此米勒德在他所著的《圣经时代的珍宝》一书中总结说：“我们没有理由怀疑这项记载，⋯⋯可理解的是，西拿基立绝不会将这次惨败的经过记录下来给继位的君王阅读，因为这会大大削弱自己的威望。”相反，西拿基立企图使人以为他成功征服犹大，希西家继续臣服于亚述，并向尼尼微进贡。

## 外部連結
- 近東古代史（页面存档备份，存于） （英文）